# Isaac Smith Kalloch
Isaac Smith Kalloch (Rockland, 10 luglio 1832 – Bellingham, 9 dicembre 1887) è stato un politico statunitense, 18° sindaco di San Francisco.